# Список фіналів чемпіонату Європи з футболу
Чемпіонат Європи з футболу — міжнародний турнір чоловічих футбольних збірних, що проводиться під егідою УЄФА раз на 4 роки з 1960 року. За історію свого існування (з 1960 року) європейські футбольні чемпіонати проходили 17 разів, а їхніми переможцями ставали збірні 10 країн.

## Фінали
| Рік  | Переможець     | Рахунок      | Фіналіст   | Стадіон                | Місто     | Глядачі | Дата           | П      |
| ---- | -------------- | ------------ | ---------- | ---------------------- | --------- | ------- | -------------- | ------ |
| 1960 | СРСР           | 2:1 дч       | Югославія  | Парк де Пренс          | Париж     | 17966   | 10 липня 1960  | [ 1 ]  |
| 1964 | Іспанія        | 2:1          | СРСР       | Сантьяго Бернабеу      | Мадрид    | 79115   | 21 червня 1964 | [ 2 ]  |
| 1968 | Італія         | 1:1 дч       | Югославія  | Олімпіко               | Рим       | 68817   | 8 червня 1968  | [ 3 ]  |
| 1968 | Італія         | 2:0          | Югославія  | Олімпіко               | Рим       | 32886   | 10 червня 1968 | [ 3 ]  |
| 1972 | ФРН            | 3:0          | СРСР       | Стадіон короля Бодуена | Брюссель  | 43066   | 18 червня 1972 | [ 4 ]  |
| 1976 | Чехословаччина | 2:2 пен. 5:3 | ФРН        | Црвена Звезда          | Белград   | 30790   | 20 червня 1976 | [ 5 ]  |
| 1980 | ФРН            | 2:1          | Бельгія    | Олімпіко               | Рим       | 47860   | 22 червня 1980 | [ 6 ]  |
| 1984 | Франція        | 2:0          | Іспанія    | Парк де Пренс          | Париж     | 47368   | 27 червня 1984 | [ 7 ]  |
| 1988 | Нідерланди     | 2:0          | СРСР       | Олімпіаштадіон         | Мюнхен    | 62770   | 25 червня 1988 | [ 8 ]  |
| 1992 | Данія          | 2:0          | Німеччина  | Уллеві                 | Гетеборг  | 37800   | 26 червня 1992 | [ 9 ]  |
| 1996 | Німеччина      | 2:1 зг       | Чехія      | Вемблі                 | Лондон    | 73611   | 30 червня 1996 | [ 10 ] |
| 2000 | Франція        | 2:1 зг       | Італія     | Де Кейп                | Роттердам | 48200   | 2 липня 2000   | [ 11 ] |
| 2004 | Греція         | 1:0          | Португалія | Луж                    | Лісабон   | 62865   | 4 липня 2004   | [ 12 ] |
| 2008 | Іспанія        | 1:0          | Німеччина  | Ернст-Гаппель-Штадіон  | Відень    | 51428   | 29 червня 2008 | [ 13 ] |
| 2012 | Іспанія        | 4:0          | Італія     | Олімпійський           | Київ      | 63170   | 1 липня 2012   | [ 14 ] |
| 2016 | Португалія     | 1:0 дч       | Франція    | Стад де Франс          | Париж     | 75868   | 10 липня 2016  | [ 15 ] |
| 2020 | Італія         | 1:1 пен. 3:2 | Англія     | Вемблі                 | Лондон    | 67173   | 11 липня 2021  | [ 16 ] |
| 2024 | Іспанія        | 2:1          | Англія     | Олімпіаштадіон         | Мюнхен    | 65600   | 14 липня 2024  | [ 17 ] |

## Статистика
Роки перемог виділені жирним шрифтом.
| Команда        | Перемоги | Поразки | Фінали | Роки                               |
| -------------- | -------- | ------- | ------ | ---------------------------------- |
| Іспанія        | 4        | 1       | 5      | 1964, 1984, 2008, 2012, 2024       |
| Німеччина      | 3        | 3       | 6      | 1972, 1976, 1980, 1992, 1996, 2008 |
| Італія         | 2        | 2       | 4      | 1968, 2000, 2012, 2020             |
| Франція        | 2        | 1       | 3      | 1984, 2000, 2016                   |
| СРСР           | 1        | 3       | 4      | 1960, 1964, 1972, 1988             |
| Португалія     | 1        | 1       | 2      | 2004, 2016                         |
| Чехословаччина | 1        | 0       | 1      | 1976                               |
| Нідерланди     | 1        | 0       | 1      | 1988                               |
| Данія          | 1        | 0       | 1      | 1992                               |
| Греція         | 1        | 0       | 1      | 2004                               |
| Югославія      | 0        | 2       | 2      | 1960, 1968                         |
| Англія         | 0        | 2       | 2      | 2020, 2024                         |
| Бельгія        | 0        | 1       | 1      | 1980                               |
| Чехія          | 0        | 1       | 1      | 1996                               |